# Cartographer
Cartographer je druhé album skupiny E.S. Posthumus. Bylo vydáno na dvou nosičích: na prvním z nich se objevují vokální části, které jsou na druhém disku nahrazeny mezihrami a sóly. Remixy se objevily v seriálech Hrdinové, Zákon a Pořádek, Top Gear, nebo Ztraceni.

## Seznam skladeb
Disk 1
1. Nolitus - 4:30
2. Isunova - 5:29
3. Vorrina - 6:12
4. Selisona - 5:05
5. Marunae - 4:53
6. Mosane - 4:14
7. Decifin - 4:37
8. Sollente - 5:11
9. Caarano - 3:35
10. Raptamei - 5:20
11. Oraanu - 3:57
12. Nivaos - 5:12
13. Nasivern - 5:35

Disk 2
1. Ashielf Pi - 1:32
2. Oraanu Pi - 3:38
3. Marunae Pi - 4:52
4. Mosane Pi - 4:16
5. Isunova Pi - 5:41
6. Nasivern Pi - 5:29
7. Selisona Pi - 4:31
8. Raptamei Pi - 5:54
9. Caarano Pi - 3:35
10. Nivaos Pi - 5:13
11. Sollente Pi - 5:12
12. Decifin Pi - 4:36
13. Vorrina Pi - 6:14
14. Nolitus Pi - 4:26
15. Odenall Pi - 5:06

## Sestava
- Franz Vonlichten
- Helmut Vonlichten
- Luna Sans – Zpěv